# Boubacar Jiddou
Boubacar Jiddou (6 marzo 1982) è un ex calciatore mauritano, di ruolo attaccante.